# Mary Carpenter (Pädagogin)

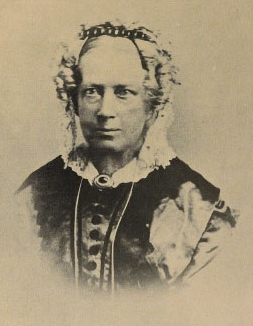
Mary Carpenter

Mary Carpenter (geboren 3. April 1807 in Exeter; gestorben 14. Juni 1877 in Bristol) war eine englische Bildungs- und Sozialreformerin. Als Tochter eines unitaristischen Pfarrers gründete sie eine „Lumpenschule“ und Erziehungsanstalt und ermöglichte so unterprivilegierten Kindern und jungen Straftätern in Bristol den Zugang zu Bildung und Resozialisierungsmaßnahmen.

## Werke (Auswahl)
- Morning and Evening Meditations, for Every Day in a Month. Boston: Wm. Crosby & H. P. Nichols, 1848
- Memoir of Joseph Tuckerman, D.D., of Boston (U.S.). London: Christian Tract Society, 1849
- Reformatory Schools: For the Children of the Perishing and Dangerous Classes and for Juvenile Offenders. London: C. Gilpin, 1851
- Juvenile Delinquents, their Condition and Treatment. London: W. & F. G. Cash, 1853
- Reformatories for Convicted Girls. Transactions of the National Association for the Promotion of Social Science, pp. 338–346, 1860
- Six Months in India. London: Longmans, Green and Co, 1868
- Female Life in Prison with Robinson, Frederick William. London: Hurst and Blackett, 1862
- Our Convicts. London: Longman, Green, Longman, Roberts & Green, 1864
- The Last Days in England of the Rajah Rammohun Roy. London: Trubner and Co, 1866
- Reformatory Prison Discipline: As Developed by the Rt. Hon. Sir Walter Crofton, in the Irish Convict Prisons with Crofton, William. London: Longmans, Green and Co, 1872
- Memoir of the Rev. Lant Carpenter, LL.D. with Russell Lant Carpenter. London: E.T. Whitfield, 1875
- An address on prison discipline and juvenile reformatories. W. Jones, 1876